# سلمان العوضي
سلمان العوضي (مواليد 4 ديسمبر 1999) هو لاعب كرة قدم كويتي، يشغل مركز مهاجم لنادي العربي ومنتخب الكويت.

## مسيرته مع الأندية

### العربي
شارك سلمان لأول مرة في موسم 2019-2020 في الدوري الكويتي الممتاز، وسجل هدفين ضد نادي الكويت في أول ظهور له. لعب في 3 أقسام مع النادي في مواسمه الثلاثة الأولى وشارك غالبًا كبديل. وسجّل هدف التعادل وركلة الجزاء الحاسمة ضد نادي الكويت في نهائي كأس ولي العهد. إلى جانب مشاركته في دوري أبطال آسيا الثاني ودوري التحدي الآسيوي، يعد سلمان لاعبًا رئيسيًا للنادي كمهاجم سريع الإيقاع ومهيمن.

## مسيرته الدولية
تلقّى العوضي أول استدعاء له في يونيو 2022 خلال مباراة ودية ضد سنغافورة. وسجل هدفه الأول ضد اليمن في 14 سبتمبر 2024. كما شارك في كأس الخليج العربي 26 وبطولة اتحاد جنوب آسيا لكرة القدم 2023، ولعب في تصفيات كأس العالم 2026.

## الإحصائيات

### الأندية
آخر تحديث 21 مايو 2025
.
| النادي  | الموسم  | الدوري         | الدوري | الدوري  | الكأس  | الكأس   | قاري   | قاري    | أخرى   | أخرى    | المجموع | المجموع |
| النادي  | الموسم  | الدرجة         | الظهور | الأهداف | الظهور | الأهداف | الظهور | الأهداف | الظهور | الأهداف | الظهور  | الأهداف |
| ------- | ------- | -------------- | ------ | ------- | ------ | ------- | ------ | ------- | ------ | ------- | ------- | ------- |
| العربي  | 2019–20 | الدوري الكويتي | 6      | 4       | 0      | 0       | —      | —       | 0      | 0       | 6       | 4       |
| العربي  | 2020–21 | الدوري الكويتي | 11     | 2       | 2      | 0       | —      | —       | 5      | 2       | 16      | 4       |
| العربي  | 2021–22 | الدوري الكويتي | 13     | 4       | 1      | 0       | —      | —       | 4      | 3       | 18      | 7       |
| العربي  | 2022–23 | الدوري الكويتي | 15     | 6       | 2      | 1       | 2      | 0       | 2      | 0       | 20      | 7       |
| العربي  | 2023–24 | الدوري الكويتي | 11     | 5       | 2      | 1       | 2      | 0       | 1      | 0       | 15      | 6       |
| العربي  | 2024–25 | الدوري الكويتي | 11     | 3       | 0      | 0       | 3      | 1       | 2      | 0       | 16      | 4       |
| المجموع | المجموع | المجموع        | 67     | 24      | 7      | 2       | 7      | 1       | 14     | 5       | 95      | 32      |

1. ↑  جميع المشاركات في كأس ولي العهد وكأس السوبر الكويتي وكأس الاتحاد الكويتي
2. ↑  جميع المشاركات في كأس الاتحاد الآسيوي
3. ↑  جميع المشاركات في كأس الاتحاد الآسيوي
4. ↑  جميع المشاركات في دوري التحدي الآسيوي

### المنتخب
آخر تحديث 5 يونيو 2025
.
| المنتخب الوطني | السنة   | الظهور | الأهداف |
| -------------- | ------- | ------ | ------- |
| الكويت         | 2022    | 3      | 0       |
| الكويت         | 2023    | 5      | 0       |
| الكويت         | 2024    | 9      | 1       |
| الكويت         | 2025    | 2      | 0       |
| المجموع        | المجموع | 19     | 1       |

## الأهداف الدولية
قائمة الأهداف والنتائج مع منتخب الكويت الأول.
| ع. | التاريخ        | المكان                            | الخصم | الهدف | النتيجة | المسابقة |
| -- | -------------- | --------------------------------- | ----- | ----- | ------- | -------- |
| 1. | 14 سبتمبر 2024 | استاد جابر الأحمد الدولي ، الكويت | اليمن | 1–0   | 1–0     | ودية     |

## الإنجازات

### العربي
- الدوري الكويتي الممتاز : 2020-21
- كأس أمير الكويت : 2019–20
- كأس ولي عهد الكويت : 2021-22، 2022-23
- كأس السوبر الكويتي : 2021

### الكويت
- بطولة اتحاد جنوب آسيا لكرة القدم (الوصيف): 2023

## روابط خارجية
- سلمان العوضي على موقع Soccerway.com (الإنجليزية)